# I. SC Göttingen 05
I. SC Göttingen 05 – niemiecki klub piłkarski, grający obecnie w Niedersachsenlidze (odpowiednik piątej ligi), mający siedzibę w mieście Getynga, leżącym w kraju związkowym Dolna Saksonia.

## Historia
Klub został założony jako RSV Göttingen 05 w 2005 roku, gdy 1. FC Göttingen 05 połączył się z RSV Geismar. Największe sukcesy klub odnosił przed fuzją, gdy jako 1. SC Göttingen 05 przez 12 sezonów występował w Oberlidze Nord (1. poziom rozgrywek piłkarskich w Niemczech) i gdy przez 20 sezonów występował na 2. poziomie rozgrywek (Amateuroberliga Niedersachsen-Ost - 6 sezonów, Regionalliga Nord - 10 sezonów oraz 2. Bundesliga Nord - 4 sezony) oraz gdy przez 20 sezonów występował na 3. poziomie rozgrywek (Amateur-Oberliga Nord - 16 sezonów i Regionalliga Nord - 4 sezony). 

## Sukcesy
- mistrz Landesliga Braunschweig (6. poziom): 2011 (awans do Niedersachsenligi)
- mistrz Bezirksliga Braunschweig (7. poziom): 2008 (awans do Bezirksoberligi Braunschweig)
- mistrz Bezirksklasse Braunschweig (8. poziom):2006 (awans do Bezirksligi Braunschweig)

## Sezony
| Lata    | Liga                                | Pozycja |
| 2005-06 | Bezirksklasse Braunschweig 4 (VIII) | 1 ↑     |
| 2006-07 | Bezirksliga Braunschweig 5 (VII)    | 3       |
| 2007-08 | Bezirksliga Braunschweig 4 (VII)    | 1 ↑     |
| 2008-09 | Bezirksoberliga Braunschweig (VI)   | 4       |
| 2009-10 | Bezirksoberliga Braunschweig        | 5       |
| 2010-11 | Landesliga Braunschweig (VI)        | 1 ↑     |
| 2011-12 | Niedersachsenliga (V)               | ?       |